# James Graham
James Graham (n. 12 februarie 1873, Long Lake⁠(d), Comitatul Lake, Illinois, Illinois, SUA – d. 18 februarie 1950, Long Lake⁠(d), Comitatul Lake, Illinois, Illinois, SUA) a fost un trăgător de tir ce a reprezentat Statele Unite ale Americii, medaliat olimpic. A participat la o ediție a Jocurilor Olimpice (1912) în care a câștigat două medalii de aur.